# Callirhoe leiocarpa
Callirhoe leiocarpa là một loài thực vật có hoa trong họ Cẩm quỳ. Loài này được R.F.Martin mô tả khoa học đầu tiên năm 1938.